# Calyptrotheca somalensis
Calyptrotheca somalensis är en tvåhjärtbladig växtart som beskrevs av Ernest Friedrich Gilg. Calyptrotheca somalensis ingår i släktet Calyptrotheca och familjen Didiereaceae. Inga underarter finns listade i Catalogue of Life.